# Can Tabola
|  | Per a altres significats, vegeu «Can Tabola (desambiguació)». |

Can Tabola és una masia del poble de Riells del Fai, en el terme municipal de Bigues i Riells, al Vallès Oriental.
Està situada al nord-est de Riells del Fai, en plena vall de Vallderrós, al capdamunt d'aquesta urbanització, una mica enlairada, a llevant de la masia de Can Figueres. És a l'esquerra del torrent de Llòbrega, i dona nom a la Serra de Can Tabola, que des de la masia s'estén cap al sud-oest.
Està inclosa en el Catàleg de masies i cases rurals de Bigues i Riells.